# Nejeverni robot
Nejeverni robot (izvirno v angleščini Reason) je kratka znanstvenofantastična zgodba ruskega pisatelja Isaaca Asimova. Prvič je bila objavljena v aprilu 1941 v reviji Astounding Science Fiction.  Vključena je v zbirke Jaz, robot (1950), Popolni robot (1982) in Vizija robotike (1990).

## Vsebina
Ta zgodba govori o nastanku verstva na podlagi pomanjkljivih podatkov o okolju in napačni interpretaciji leteh oziroma o tem, da iz napačnega izhodišča z logiko lahko zgradiš karkoli.
Powel in Donovan sta v tej zgodbi na vesoljski energetski postaji. Naloga te postaje je transformacija sončne energije in pošiljanje te dobljene energije na Zeljo in druge planete.. Na teh postajah, kjer je bilo delo naporno in nevarno, so roboti počasi nadomeščali ljudi. Tokrat sta pripeljala s seboj robota QT 1 (Cuti), ki naj bi bil sposoben samostojno voditi postajo. 
Vendar se kmalu začnejo problemi. Cuti enostavno ne verjame da bi tako pomanjkljiva bitja, kot so ljudje (slaba preskrba z energijo, potreba po spancu, občutljivost na sprembe okolja, ...) lahko ustvarili tako popolno bitje kot je on. Ugotovi, da ga je ustvaril Mojster in temu prepričanju podredi vse razlage. Mojster je energetski pretvornik in Cuti je njegov prerok. 
Ko sestavita še enega robota in mu tako skušata dokazati da sta sestavila tudi njega je edino dejstvo, ki je za Cutija pomembno to, da sta sestavne dele dobila in izdelal jih je seveda Mojster.
Ko med prepirom Donovan pljune na pretvornik Cuti obema prepove dostop do strojne dvorane in komand.
Problem se zdi še večji ker se bliža elektronski vihar in bi nenatančno krmiljenje žarka lahko povzročilo ogromno škodo. Po koncu viharja presenečena ugotovita da je Cuti brezhibno krmilil vse naprave. Ko ga vprašata zakaj je to delal odgovori, da je to za Mojstra in da so nekatere Mojstrove odločitve in navodila vernikom nerazumljive.
Hitro najdeta tudi rešitev za robote iste serije, ki jih bodo poslali na druge postaje. Vse bodo poslali v šolanje k Cutiju.